# Firmino David
Firmino David (ur. 13 kwietnia 1962 w Sasalakata) – angolański duchowny katolicki, biskup Sumbe.

## Życiorys
Święcenia kapłańskie otrzymał 21 kwietnia 1991 i został inkardynowany do archidiecezji Huambo. Był m.in. wicekanclerzem kurii, ojcem duchownym w niższym seminarium, wikariuszem sądowym, a także wicerektorem i rektorem archidiecezjalnego wyższego seminarium.
4 maja 2023 papież Franciszek mianował go ordynariuszem diecezji Sumbe. Sakry udzielił mu 23 lipca 2023 metropolita Huambo – arcybiskup Zeferino Zeca Martins. Ingres zaplanowano na 20 sierpnia 2023.